# Ловлинское сельское поселение
Ловлинское сельское поселение — муниципальное образование в Тбилисском районе Краснодарского края России.
В рамках административно-территориального устройства Краснодарского края ему соответствует Ловлинский сельский округ.
Административный центр и единственный населённый пункт — станица Ловлинская.

## Население
| 2010  | 2012  | 2013  | 2014  | 2015  | 2016  | 2017  |
| ----- | ----- | ----- | ----- | ----- | ----- | ----- |
| 2638  | ↘2625 | ↘2593 | ↘2589 | ↗2600 | ↗2615 | ↗2625 |
| 2018  | 2019  | 2020  | 2021  | 2023  |       |       |
| ↘2617 | ↘2613 | →2613 | ↘2466 | ↘2403 |       |       |

## История
В 1924 году был образован в Ловлинский сельский совет. Изначально он входил в Кропоткинский район Армавирского округа.
В 1993 году сельские советы были ликвидированы. Ловлинский сельский округ был образован в 1996 году. Муниципальное образование Ловлинское сельское поселение было образовано в 2006 году.

## Официальная символика
Флаг Ловлинского сельского поселения утверждён 29 сентября 2010 года и 17 декабря 2010 года внесён в Государственный геральдический регистр Российской Федерации с присвоением регистрационного номера 6551.
Описание флага:
Прямоугольное зелёное полотнище с отношением ширины к длине 2:3, несущее вдоль нижнего края голубую волнистую полосу завершённую чередующимися двумя белыми и одной голубой полосами (каждая шириной 1/20 ширины полотнища, максимальная ширина голубой полосы с узкими полосками — 3/10 ширины полотнища); в середине полотнища поверх зелёной и бело-голубой полосы воспроизведены фигуры из герба поселения, выполненные красными, жёлтыми и оранжевыми цветами